# Cirsovius (Familie)
Cirsovius ist der Name einer norddeutschen Familie.

## Geschichte
Mitglieder der Familie Cirsovius lebten nachweislich ab Anfang des 14. Jahrhunderts unter dem Namen „Cirsow(e)“ in der Region zwischen Kummerower See und der Ostsee. Gemäß Überlieferungen der Familie ging diese auf einen Weißbäcker aus Greifswald zurück, der nach Holstein zog. Tatsächlich belegt ist, dass die dortige Linie auf Georg Cirsow zurückgeht, der von 1630 bis Lebensende 1641 als Pastor in Bärwalde wirkte. Sein Sohn Emanuel (um 1638–1693) latinisierte den Familiennamen. Nach einem Theologiestudium in Greifswald ernannte ihn König Friedrich III. im Frühjahr 1665 zum Geistlichen der Gesandtschaft von Andreas Pauli von Liliencron. Ob er diese Stelle in Wien tatsächlich antrat, ist unklar, da er im Oktober desselben Jahres eine Stelle als Prediger der deutschen Gemeinde von Fredericia erhielt. Hier blieb er bis Lebensende.
Emanuel Cirsovius war verheiratet mit Dorothea, deren Vater als holländischer Prediger auf Amager wirkte. Emanuel und Dorothea Cirsovius hatten sieben Töchter, von denen mehrere Geistliche heiraten, und den Sohn David (um 1674–1716). Er studierte ab 1693 Theologie an der Universität Kopenhagen. Nach Abschluss des Studiums hielt er sich 1698/99 bei seiner Verwandten, der Pastorenwitwe Morhaupt in Reinfeld auf, um während ihres Witwenjahres die Predigten zu übernehmen. Dabei erregte die Aufmerksamkeit von Herzog Johann Adolf von Plön. Dieser bestallte ihn, um mit seinem Sohn Adolf August eine Kavaliersreise zu unternehmen, die von 1699 bis 1701 stattfand. Beide reisten von Wien nach Konstantinopel weiter durch Italien und Frankreich. Zurückgekehrt bekam Cirsovius die ihm vom Herzog versprochene Pfarrstelle von Ahrensbök. Hier blieb er bis zu seinem Tod.
David Cirsovius war verheiratet mit der verwitweten Sophie Ernestine Gramkow, die aus erster Ehe zwei Söhne hatte. Das Ehepaar bekam drei Töchter und zwei Söhne. Der ältere Sohn Erdmann Seyfart (1704–1777) wirkte als Pastor in Gnissau. Er war der letzte Theologe der Familie. Die nachfolgenden Generationen arbeiteten zumeist als Landwirte und Kaufleute. Zu ihnen gehörte Erdmann Seyfarts Sohn Friedrich Carl (1733–1806), der sich als Landmesser bei der Verkoppelung Schleswig-Holsteins beteiligte.
David Cirsovius' jüngerer Sohn Leopold August Cirsovius war der erste von mehreren Juristen der Familie. Er arbeitete, ebenso wie sein Sohn Johann Carl, als Landsyndikus für die Schleswig-Holsteinische Ritterschaft. Drei weitere Söhne von Leopold August Cirsovius studierten ebenso Jura. Zu ihnen gehörte Ernst Ludwig (1737–1776), der als Regimentsauditeur in dänische Dienste trat. Der Sohn Jacob Daniel (1773–1819) wurde Kieler Bürger und Ratsherr. Der Sohn Leopold August (1775–1829) arbeitete ab 1809 als Kirchspielvogt und Zollverwalter in Bramstedt. Der Sohn Adolph Friedrich (1777–1833) war der erste Landwirt des Familienzweiges. Er hatte ab 1805 den Meierhof Mettenhof zur Pacht. Aufgrund des dänischen Staatsbankrotts und einer Agrarkrise nach den Napoleonischen Kriegen musste er sich 1824 hiervon trennen. Bei Lebensende arbeitete er als Aufseher beim Bau der Altona-Kieler Chaussee.
Adolph Friedrich Cirsovius Kinder arbeiteten zumeist in der Landwirtschaft. Lediglich sein Sohn Leopold wurde ein überregional bekannter Organist, Orgelsachverständiger und Lehrer.